# Kanton Malemort-sur-Corrèze
Kanton Malemort-sur-Corrèze (francouzsky Canton de Malemort-sur-Corrèze) je francouzský kanton v departementu Corrèze v regionu Limousin. Tvoří ho šest obcí.

## Obce kantonu
- La Chapelle-aux-Brocs
- Dampniat
- Malemort-sur-Corrèze
- Ussac
- Varetz
- Venarsal